# Élection présidentielle abkhaze de 2025
L'élection présidentielle abkhaze de 2025 a lieu le 15 février et le 1er mars 2025 afin d'élire le président de la république d'Abkhazie, une république sécessionniste de la Géorgie, non reconnue par la majorité de la communauté internationale.
Le scrutin a lieu de manière anticipée en raison de la démission d'Aslan Bjania, suivant un accord avec les manifestants (en) ayant envahi le palais présidentiel en novembre 2024. 
Les deux candidats principaux, le président par intérim et ancien vice-président Badra Gounba — appuyé par la Russie — et le dirigeant du parti d'opposition Adgour Ardzinba (en) — lui aussi pro-russe  — se qualifient pour le second tour.  Les trois autres candidats à la plus faible notoriété, Oleg Bartsits, Robert Archba et Adgour Khourkhoumal, ne parviennent pas à accéder au ballotage.
Badra Gounba est finalement élu au second tour avec 55,66 % des voix.

## Contexte

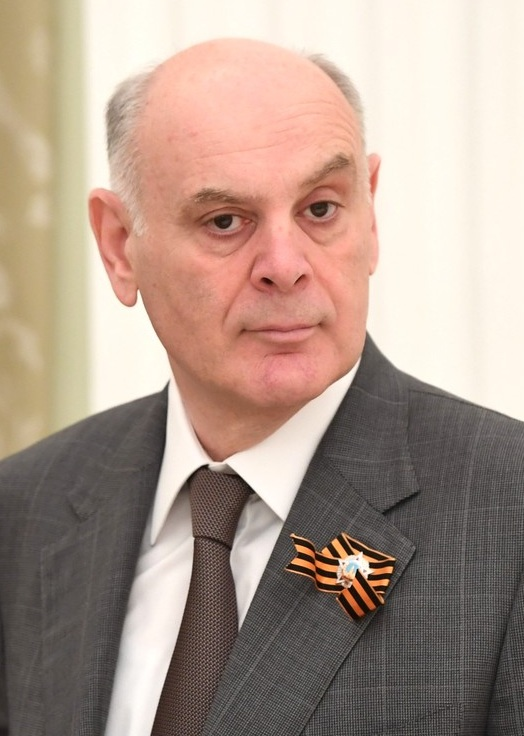
Aslan Bjania, président de 2020 à 2024.

En novembre 2024, d'importantes manifestations (en) ont lieu en république d'Abkhazie, en opposition à un projet de loi visant à faciliter l'accès d'investisseurs russes à des terres sur le territoire abkhaze. Les manifestants prennent le contrôle du palais présidentiel et Aslan Bjania, président en poste depuis 2020, est poussé à la démission après un « accord » avec les militants. C'est le troisième chef d'État abkhaze à subir le même sort de suite. Il déclare son intention d'être candidat à nouveau à l'avenir.  
Le 3 décembre 2024, l'Assemblée du peuple rejette le projet de loi controversé sur les investissements russes. 
Le 19 décembre 2024, Adgur Kharazia, un membre de l'Assemblée du peuple, ouvre le feu sur deux parlementaires dans l'enceinte du bâtiment. Il en blesse un et tue l'autre, qui tentait de s'interposer. 

## Système électoral
Le président de la république d'Abkhazie est élu au suffrage universel direct uninominal majoritaire à deux tours pour un mandat de cinq ans. Les votes blancs étant pris en compte dans les votes valides sous la forme de bulletin « aucun d'entre eux », les candidats peuvent être élus au second tour sans avoir atteint la majorité absolue. La participation doit cependant obligatoirement franchir le quorum de 25 % des inscrits pour que le scrutin soit reconnu valide, une pratique courante dans les ex-républiques soviétiques. À défaut, une nouvelle élection est organisée, avec des candidats différents,,.

## Organisation de l'élection
Le 28 novembre 2024, l'Assemblée du peuple fixe la date de l'élection présidentielle au 15 février 2025. Un parlementaire estime le coût du scrutin à 25 millions de roubles.
En février 2025, la chercheuse Olesya Vartanyan révèle dans un article publié par la Fondation Carnegie pour la paix internationale que l'homme politique russe Sergueï Kirienko serait impliqué dans des opérations d'ingérence en Abkhazie. Elles ont pour objectif d'installer au pouvoir une personnalité alignée sur la Russie à la faveur des élections du 15 février, après la démission d'Aslan Bjania. Badra Gounba, président par intérim et ancien vice-président, est le candidat privilégié par le Kremlin. Adgour Ardzinba, à l'inverse, est attaqué par les médias russes qui le qualifient de « pro-turc »,.

## Candidats
- Badra Gounba, président de la République par intérim après la démission d'Aslan Bjania et ancien vice-président. Incarnant la continuité du gouvernement précédent, il se présente comme l'allié le plus proche de la Russie et reçoit ainsi un soutien politique du Kremlin[2],[8].
- Adgour Ardzinba (en), leader du parti d'opposition Mouvement populaire pour le changement. Il remplace tardivement Kan Kvarchia, blessé lors de la fusillade du 19 décembre. Après avoir mené les manifestations qui ont renversées Bjania, il se présente comme le successeur de son homonyme Vladislav Ardzinba[8].
- Oleg Bartsits, ancien directeur de la Chambre de commerce d'Abkhazie en Russie. Comme Robert Archba, il a une chance d'atteindre le second tour en se positionnant comme une « troisième voie »[8].
- Robert Archba, ancien directeur de la Chambre d'audit d'Abkhazie. Comme Oleg Bartsits, il a une chance d'atteindre le second tour en se positionnant comme une « troisième voie »[8].
- Adgour Khourkhoumal, président de la Banque de développement de la mer Noire[10],[11]. Il est vu comme n'ayant aucune chance de remporter l'élection, en raison de sa très faible notoriété et de son programme politique peu développé[8].

## Résultats
| Candidats et colistiers  | Candidats et colistiers              | Partis                   | Premier tour | Premier tour | Second tour | Second tour |
| Candidats et colistiers  | Candidats et colistiers              | Partis                   | Voix         | %            | Voix        | %           |
| ------------------------ | ------------------------------------ | ------------------------ | ------------ | ------------ | ----------- | ----------- |
|                          | Badra Gounba Beslan Bigvava          | Indépendant              | 45 817       | 47,76        | 54 954      | 55,66       |
|                          | Adgour Ardzinba (en) Alkhas Djindjal | MPC                      | 36 476       | 38,03        | 41 708      | 42,25       |
|                          | Robert Archba Daut Agrba             | Indépendant              | 7 434        | 7,75         |             |             |
|                          | Oleg Bartsits Adgour Kakoba          | Indépendant              | 3 988        | 4,16         |             |             |
|                          | Adgour Khourkhoumal Tengiz Koutelia  | Indépendant              | 896          | 0,93         |             |             |
|                          | Aucun d'entre eux                    | Aucun d'entre eux        | 1 313        | 1,37         | 2 065       | 2,09        |
|                          |                                      |                          |              |              |             |             |
| Votes valides            | Votes valides                        | Votes valides            | 95 924       | 97,28        | 98 727      | 98,32       |
| Votes blancs et nuls     | Votes blancs et nuls                 | Votes blancs et nuls     | 2 684        | 2,72         | 1 687       | 1,68        |
| Total                    | Total                                | Total                    | 98 608       | 100          | 100 414     | 100         |
| Abstention               | Abstention                           | Abstention               | 45 352       | 31,50        | 43 237      | 30,10       |
| Inscrits / participation | Inscrits / participation             | Inscrits / participation | 143 960      | 68,50        | 143 651     | 69,90       |

## Analyse
Le second tour voit la victoire du président par intérim et ancien vice-président Badra Gounba, qui l'emporte avec plus de 55 % des voix sur Adgour Ardzinba (en), à la tête du Mouvement populaire pour le changement, situé dans l'opposition.
La victoire de Badra Gounba entérine celle annoncée de la Russie de Vladimir Poutine, les candidats en lice au second tours étant tout deux pro-russes. Le nouveau président s'était ainsi lui même rendu à Moscou début février  pour signer un accord de rapprochement économique et la réouverture des vols directs entre les deux pays après trente ans de gel, tandis qu'Adgour Ardzinba militait pour le maintien de liens forts avec la Russie. Le chef de l'opposition s'opposait néanmoins à l'accord d'octobre 2014, à l'origine des manifestations en raisons des avantages donnés aux entrepreneurs russes intéressés par les stations balnéaires abkhazes, très prisées des vacanciers en provenance de Russie. Cette dernière — suspectée d'entretenir l'idée d'une intégration de la république sécessionniste à son territoire — sort renforcée d'un scrutin qui clôt la période de contestation populaire à son avantage,.
La Géorgie dénonce quant à elle un scrutin « illégal » qui « viole [sa] souveraineté ».